# المتاور (بعدان)

تعديل مصدري - تعديل

المتاور محلة تابعة لقرية السناحي، التابعة لعزلة بني عواض بمديرية بعدان إحدى مديريات محافظة إب في الجمهورية اليمنية، بلغ تعداد سكانها 152 حسب تعداد اليمن لعام 2004.